# Comédies musicales des parcs Disney
Les parcs Disney proposent depuis les années 1990 des spectacles de type comédie musicale. Ceux-ci se situent généralement en intérieur, sur une scène située face à des gradins. Certaines comédies musicales ne comportent toutefois pas de chansons, c'est notamment le cas de CinéMagique et de Fantasmic!

## Disneyland Resort

### Disneyland
- Mickey's Nutcracker spectacle de Noël à Vidéopolis en 1991 et 1992[1]
- Beauty and the Beast : Live on Stage de 1992 à 1995
- The Spirit of Pocahontas au Fantasyland Theater du 3 janvier 1995 au 4 septembre 1997[2]
- Mickey's PhilharMagic

### Disney's California Adventure
- Disney's Aladdin - A Musical Spectacular
- Snow White and the Seven Dwarfs - A Musical
- Playhouse Disney : Live on Stage
- Toy Story: The Musical

## Walt Disney World

### Magic Kingdom
- Show Biz Is, un spectacle type Broadway des Enfants du Royaume à Tomorrowland du 12 juillet 1984 au 27 septembre 1985[3]
- Mickey's PhilharMagic
- Legend of the Lion King juillet 1994 à 2003

### Epcot
Ce parc ne possède pas de comédie musicale.

### Disney's Hollywood Studios
- Beauty and the Beast : Live on Stage depuis 1991
- Voyage of the Little Mermaid depuis 1989
- Muppets on Location - The Days of Swine and Roses à partir du 16 septembre 1991[4]
- Hollywood's Pretty Woman du 24 septembre au 3 novembre 1991[5]
- The Spirit of Pocahontas du 3 janvier 1995 au 24 février 1996[2]
- Hunchback of Notre Dame - A Musical Adventure dans le Backlot Theater, à partir du 21 juin 1996[6].
- Playhouse Disney : Live on Stage
- Fantasmic!

### Disney's Animal Kingdom
- Tarzan Rocks! (1999 - janvier 2006)
- Festival of the Lion King
- Pocahontas and her Friends (1998 - 27 septembre 2008)
- Finding Nemo - The Musical (24 janvier 2007-)

## Tokyo Disney Resort

### Tokyo Disneyland
Ce parc ne possède pas de comédie musicale.

### Tokyo DisneySea
- Legend of Mythica sur le lac principal du parc, depuis 2006
- Porto Paradise Water Carnival de l'ouverture jusqu'à 2005
- Big Band Beat
- Mystic Rhythms

## Disneyland Paris

### Parc Disneyland
- Rock Shock du 13 avril au 26 septembre 1992 (Videopolis - Discoveryland)
- Euro Disney ''C'est magique'' 1992 à 1995 (Fantasy Festival Stage - Fantasyland)
- Le Livre Magique de Mickey 1992 à 1997 (Théâtre du Château - Fantasyland)
- La Belle et la Bête de 1992 à 1996 (Videopolis - Discoveryland)
- Disney Classic : La Musique et la Magie de 1996 à 1998 (Videopolis - Discoveryland)
- Mulan, la légende du 28 novembre 1998 à novembre 2002 (Videopolis - Discoveryland)
- Mickey's Show Time du 8 mars 2003 au 12 avril 2004
- La Légende du Roi Lion d'avril 2004 au 4 janvier 2009 (Videopolis - Discoveryland)
- Pocahontas, le spectacle de novembre 1995 au 29 août 1998 (Chaperral Stage - Frontierland)
- Tarzan, la rencontre du 1er avril 2000 au 31 août 2008 et de juin 2011 à septembre 2012 mais seulement durant l'été (Chaperral Theatre - Frontierland)
- Le Noël de Mickey depuis décembre 1992 à janvier 2006 mais seulement de décembre à janvier
- Winnie l'ourson et ses amis de 1998 à 2005 au Théâtre du Château durant l'été, depuis 2006 à Fantasy Festival Stage durant l'été, durant la saison de Noël et lors des Fêtes Pas-Si-Trouille de Mickey
- Mickey et la Magie de l'Hiver depuis 1998

### Walt Disney Studios
- CinéMagique (2002-2017)
- Animagique (2002-2016)
- Playhouse Disney - Live ! depuis 2009

## Hong Kong Disneyland Resort

### Hong Kong Disneyland
- Festival of the Lion King depuis 2005
- The Golden Mickeys depuis 2005